# Яшкуль (посёлок)

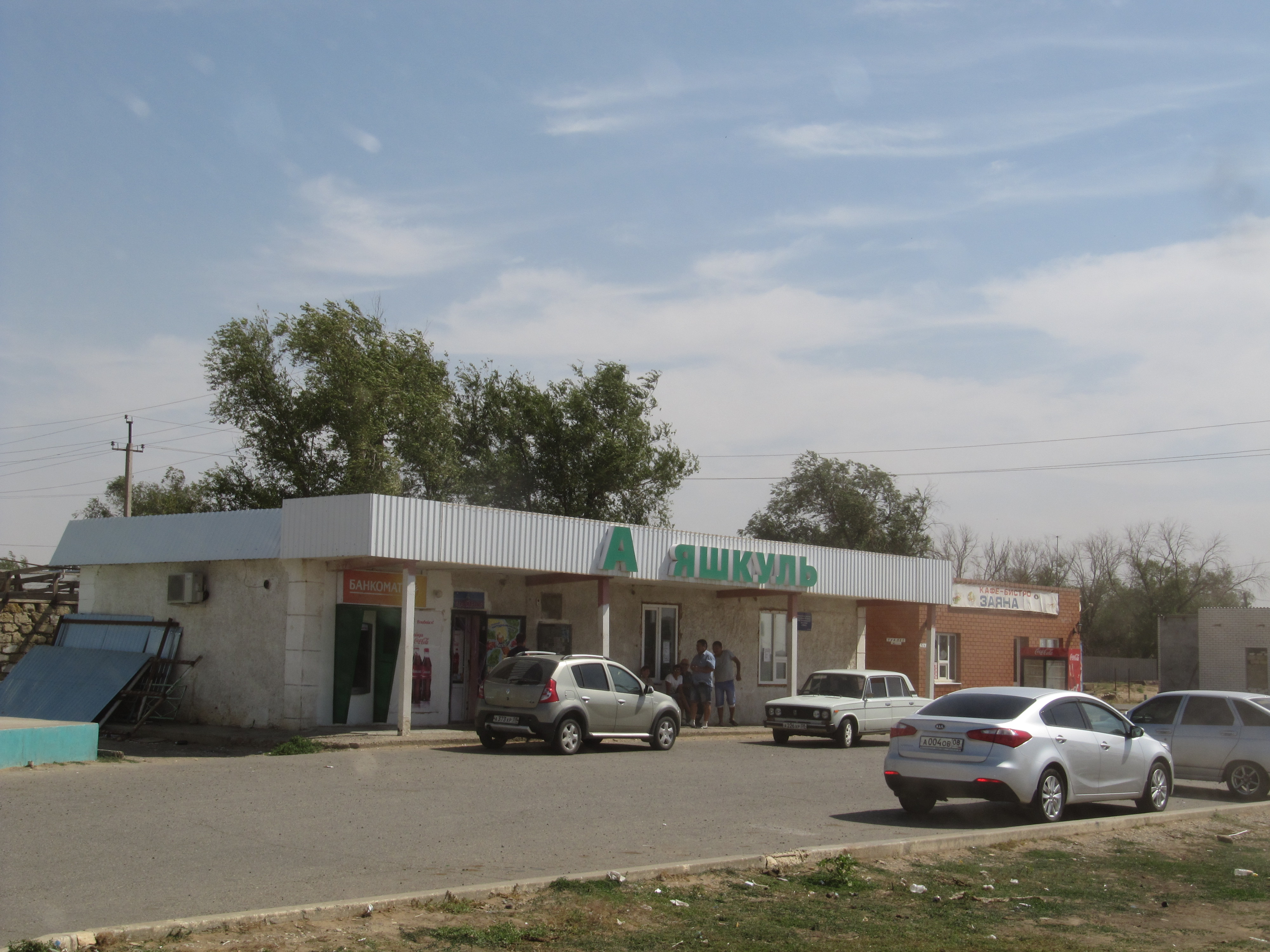
Автостанция в Яшкуле

Я́шкуль (калм. Яшкуль; от тюрк. «молодое озеро») — посёлок (до 1992 года — посёлок городского типа), административный центр Яшкульского района и Яшкульского сельского муниципального образования Республики Калмыкия. Расположен на Прикаспийской низменности в 88 км к востоку от Элисты.
Население — 7763 чел. (2021).
Основан в 1885 году.

## История
Годом основания посёлка считается 1883 год.
Урочище Яшкуль известно как одно из мест зимней ставки Икицохуровского улуса с 1860-х годов. В 1870-х было построено деревянное здание хурула. В Памятной книжке Астраханской губернии за 1900 год со ссылкой на итоги Всероссийской переписи населения 1897 года указано, что в урочище Яшкуль проживало 844 человек наличного и 842 постоянного населения. В издании «Населённые места Российской империи в 500 и более жителей с указанием всего наличного в них населения и числа жителей преобладающих вероисповеданий, по данным первой всеобщей переписи населения 1897 г.» под редакцией Н. Тройницкого указано, что в хотоне Яшкуль Калмыцкой степи Астраханской губернии проживали 421 мужчины и 423 женщины, всего 844 жителя, из них 837 буддистов.
В 1899 году в посёлке Яшкуль на средства миссионерского общества и калмыцкого управления в степи Астраханской губернии была открыта школа-приют. Однако мероприятия миссионерского общества не имели успеха: во-первых, в эти школы калмыцкие дети набирались в принудительном порядке, во-вторых, учение велось на русском языке, учителя не знали языка своих учеников.
Согласно сведениям, содержащимся в Памятной книжке Астраханской губернии на 1914 год в посёлке Яшкуль имелся 31 двор, проживало 104 души мужского и 103 женского пола.
В 1920 году посёлок был включён в состав Калмыцкой АО. В 1929 году решением русского православного населения посёлка Яшкуль пустовавшее церковное здание было передано в распоряжение сельсовета. В 1939 году Яшкульская школа стала средней.
В годы Великой Отечественной войны посёлок был кратковременно оккупирован. В ходе летнего наступления немецких войск группы армий «A» на астраханском направлении, 28 августа 1942 года ударная группа вермахта (два немецких полка, два дивизиона артиллерии и 30 танков) перешла в наступление в районе Яшкуля, в результате которого 29 августа советские войска с боями оставили Яшкуль.
20 ноября 1942 года советские войска перешли в наступление на Сталинградском фронте. 23 декабря 1942 года советские части вышли к селению Яшкуль, которое противник превратил в укреплённый узел сопротивления, и охватили с флангов немецкие оборонительные позиции. В ходе боёв 26-28 декабря 1942 года Яшкуль был освобождён от немецких войск частями 248-й стрелковой дивизии РККА.
28 декабря 1943 года калмыцкое население села было принужденно депортировано в Сибирь. Посёлок, как и другие населённые пункты Черноземельского улуса Калмыкии, был передан Астраханской области. Улус был упразднён, включён в состав Степновского района, посёлок Яшкуль переименован в село Песчаное. В 1952 году передан Ставропольскому краю.
В 1956 году в село начали возвращаться калмыки. Указом Президиума Верховного Совета РСФСР от 12 января 1957 года посёлок Песчаный Яшкульского района переименован в посёлок Яшкуль.
В 1972 году была открыта Яшкульская Средняя Школа № 2.

## Физико-географическая характеристика

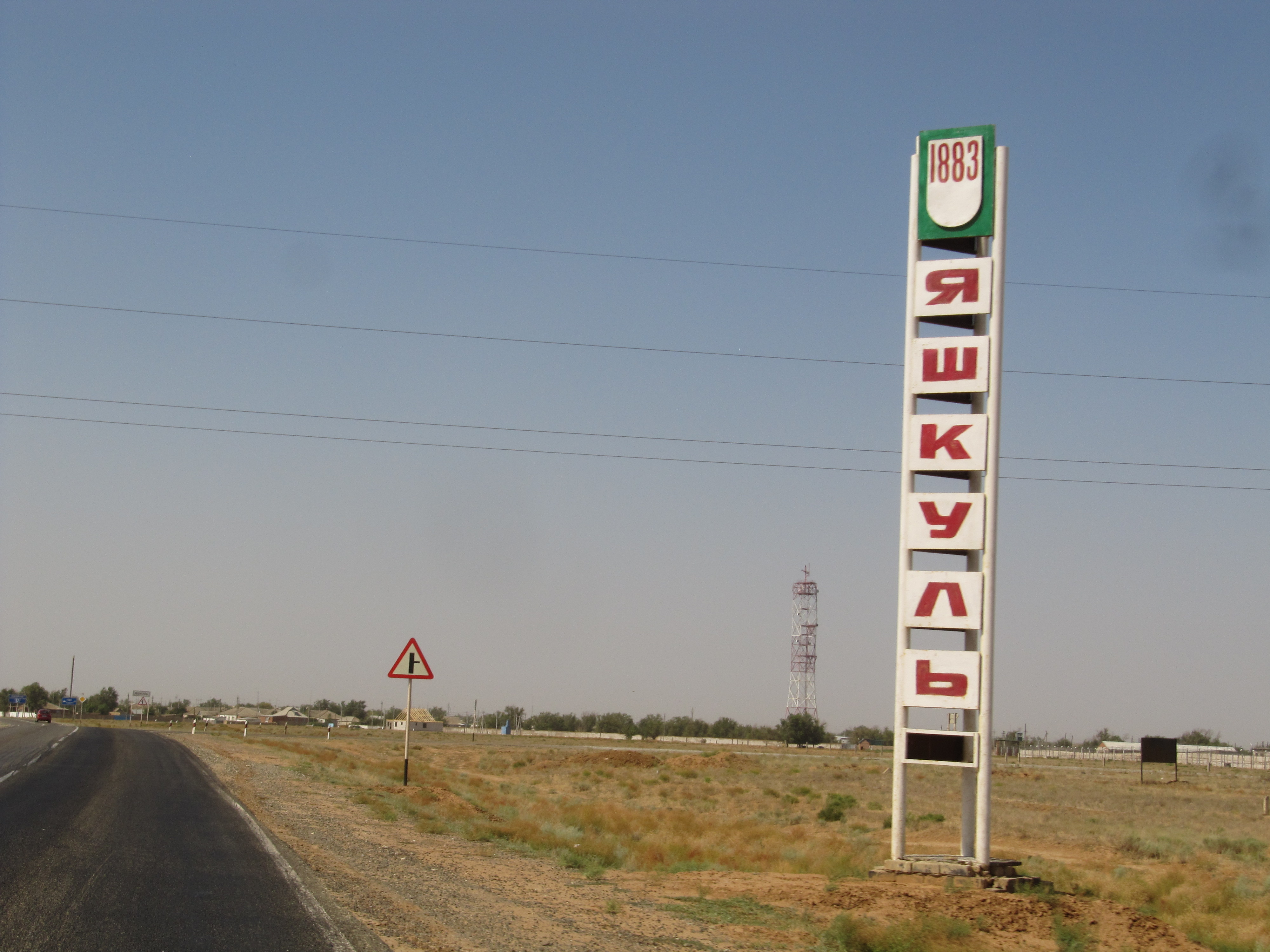
Яшкуль, дорожный знак

Посёлок расположен в пределах Прикаспийской низменности, являющейся частью Восточно-Европейской равнины. Посёлок расположен ниже уровня мирового океана. Средняя высота — 10 м ниже уровня моря. Рельеф местности равнинный. К северо-востоку от посёлка расположено урочище Деед-Хулсн. С юга посёлок огибает канал Яшкульский распределитель. К югу расположен водоём Бузга.
По автомобильной дороге расстояние до столицы Калмыкии города Элиста составляет 89,5 км. Посёлок пересекает федеральная автодорога Астрахань — Элиста Р216.

### Климат
Климат посёлка континентальный, засушливый, полупустынный. Лето длится пять месяцев, а зима — два−три месяца. Зима, как правило, мягкая и малоснежная, хотя при вторжении холодного воздуха из Сибири возможны сильные морозы. Лето очень жаркое.
- Среднегодовая температура — 11,2 °C
- Среднегодовая скорость ветра — 3,0 м/с
- Среднегодовая влажность воздуха — 68 %

| Показатель                                                 | Янв.  | Фев.  | Март  | Апр. | Май  | Июнь | Июль | Авг. | Сен. | Окт.  | Нояб. | Дек.  | Год   |
| ---------------------------------------------------------- | ----- | ----- | ----- | ---- | ---- | ---- | ---- | ---- | ---- | ----- | ----- | ----- | ----- |
| Абсолютный максимум, °C                                    | 17,0  | 19,5  | 25,2  | 32,6 | 38,5 | 41,9 | 44,4 | 43,5 | 40,4 | 31,8  | 21,9  | 17,2  | 44,4  |
| Средний суточный максимум, °C                              | 0,2   | 1,6   | 8,9   | 17,6 | 25,2 | 30,9 | 33,7 | 32,8 | 25,5 | 16,9  | 7,3   | 1,8   | 16,9  |
| Средняя температура, °C                                    | −3    | −2,5  | 3,4   | 11,1 | 18,3 | 23,9 | 26,6 | 25,4 | 18,5 | 11,0  | 3,1   | −1,4  | 11,2  |
| Средний суточный минимум, °C                               | −5,6  | −5,5  | −1    | 5,3  | 12,0 | 17,2 | 19,7 | 18,1 | 12,2 | 6,3   | 0,0   | −3,9  | 6,2   |
| Абсолютный минимум, °C                                     | −32,8 | −35,5 | −30,4 | −9,9 | −6,1 | 3,1  | 6,3  | 4,0  | −6,2 | −18,2 | −26,6 | −30,3 | −35,5 |
| Норма осадков, мм                                          | 15,1  | 13,2  | 20,8  | 24,9 | 38,7 | 35,9 | 27,5 | 17,8 | 24,9 | 25,8  | 18,2  | 19,0  | 281,8 |
| Источник: «Погода и Климат». Дата обращения: 16 июля 2024. |       |       |       |      |      |      |      |      |      |       |       |       |       |

Скорость ветра
Средняя скорость ветра — 3,0 м/с.
| Скорость ветра      | Скорость ветра | Скорость ветра | Скорость ветра | Скорость ветра | Скорость ветра | Скорость ветра | Скорость ветра | Скорость ветра | Скорость ветра | Скорость ветра | Скорость ветра | Скорость ветра | Скорость ветра |
| Месяц               | Янв            | Фев            | Мар            | Апр            | Май            | Июн            | Июл            | Авг            | Сен            | Окт            | Ноя            | Дек            | Год            |
| Скорость ветра, м/с | 2,9            | 3,2            | 3,3            | 3,4            | 3,2            | 2,9            | 2,6            | 2,7            | 2,9            | 2,8            | 2,7            | 2,9            | 3,0            |
| ------------------- | -------------- | -------------- | -------------- | -------------- | -------------- | -------------- | -------------- | -------------- | -------------- | -------------- | -------------- | -------------- | -------------- |

## Население
Посёлок Яшкуль является вторым по численности населения сельским населённым пунктом Калмыкии.
| 1897  | 1914  | 1916  | 1939  | 1959  | 1970  | 1979  |
| ----- | ----- | ----- | ----- | ----- | ----- | ----- |
| 844   | ↘207  | ↗211  | ↗2359 | ↗2684 | ↗4929 | ↗6460 |
| 1989  | 2002  | 2010  | 2021  |       |       |       |
| ↗6662 | ↗7399 | ↗7861 | ↘7763 |       |       |       |

Национальный состав
Согласно результатам переписи 2002 года большинство населения посёлка составляли калмыки (67 %).

## Экономика
На территории посёлка работает колбасный цех. Установлены и размещены автозаправочные станции.
Транспорт
Посёлок Яшкуль является важным транспортным узлом Республики, расположенным на пересечении двух транспортных направлений: Восток-Запад (Астрахань — Ставрополь (автодорога Р216)) и Юг — Север (путь из Дагестана в центр России (автодорога Яшкуль — Комсомольский — Артезиан)).

## Образование
В посёлке действуют Яшкульская многопрофильная гимназия имени Хаглышевой Елизаветы Кюкеновны, Яшкульская средняя общеобразовательня школа имени гвардии- майора С.В. Санчирова и школа-интернат, учреждения дополнительного образования детей (школа искусств им. А. К. Сирохи и детско-юношеская спортивная школа), дошкольного образования (детские сады «Искра», «Малыш», «Солнышко»).

## Экологическая ситуация
Главной экологической проблемой является подтопление посёлка, вызванное повышением уровня солёных грунтовых вод. Подтопление приводит к деградации сельского парка, размыванию фундаментов жилых и административных зданий. Одна из основных причин засоления почв и повышения уровня грунтовых вод — строительство Черноземельской оросительно-обводнительной системы и отсутствие дренажной системы. Не менее значимая проблема посёлка, сухой климат и высокая температура в весенне-летнее время, а также непостоянное поступление питьевой воды.

## Религия
Буддизм
- Хурул был открыт в декабре 1993 года, впоследствии здание хурула было реконструировано и приобрело свой нынешний вид. Элементы буддийского зодчества, использованные при реконструкции, придали зданию хурула восточный колорит и изящество. Эстетическим завершением оформления храмового ансамбля стала ажурная ограда с оригинальными воротами. В интерьере хурула много старинных буддийских икон-танка, выполненных на ткани. В хуруле хранится танка с изображением Бодхисаттвы Авалокитешвары (калм. Арьябала). Когда-то, в довоенные годы, она была подарена академику В. Фаворскому — автору иллюстраций к эпосу «Джангар». Потомки великого художника вернули танку Яшкульскому хурулу. В библиотеке хурула хранятся бесценные дары американских калмыков яшкулянам: Ганджур (свод буддийских канонических текстов) и полное собрание трудов великого ламы Цзонхавы (калм. Зунквы) на тибетском языке, изданное в Индии, в резиденции Далай-ламы XIV[37].
- Ступа Просветления украшает центр посёлка. Возведена в 2007 году. Она находится в нескольких метрах от административных зданий, детских образовательных и культурных учреждений и памятника Скорбящей матери, где захоронено около двух тысяч солдат, погибших во время Великой Отечественной войны[38].

Русская православная церковь
Храм Александра Невского

## Известные люди
- Мареныч, Алексей Егорович — почётный гражданин Яшкуля, полный кавалер ордена Трудовой Славы[39];
- Эльдышев, Эрдни Антонович (род. 1959) — народный поэт Калмыкии;
- Гаряева, Валентина Нимгировна (род. 1939) — заслуженная артистка РСФСР, народная артистка РСФСР, почётный гражданин Республики Калмыкия